# 新豐休息站
新豐休息站位於臺灣新竹縣新豐鄉，是西濱快速公路的一座休息站，里程指標為58K，占地4,600坪，於2023年8月5日正式開幕，為繼口湖休息站後，第二座省道快速公路休息站。因設於台61線高架橋下，需經由新豐一交流道轉接平面側車道進入。

## 外部連結
- 台61線新豐休息站 交通部公路總局第一區養護工程處